# Ruslan Kurbanov (schermidore)
Ruslan Kurbanov (Almaty, 17 settembre 1991) è uno schermidore kazako, specializzato nella spada.

## Palmarès
- Mondiali

Milano 2023: bronzo nella spada individuale.
Tbilisi 2025: bronzo nella spada a squadre.
- Campionati asiatici

Seoul 2011: bronzo nella spada a squadre.
Wakayama 2012: argento nella spada a squadre a squadre.
Shanghai 2013: oro nella spada a squadre.
Singapore 2015: oro nella spada a squadre.
Wuxi 2016: oro nella spada a squadre.
Singapore 2017: oro nella spada individuale.
Bangkok 2018: argento nella spada a squadre.